# Adeonella pallasii
Adeonella pallasii is een mosdiertjessoort uit de familie van de Adeonidae. De wetenschappelijke naam van de soort is, als Eschara pallasii, voor het eerst geldig gepubliceerd in 1867 door Heller.